# نقشه آفریقا خرارد فان اسخاخن

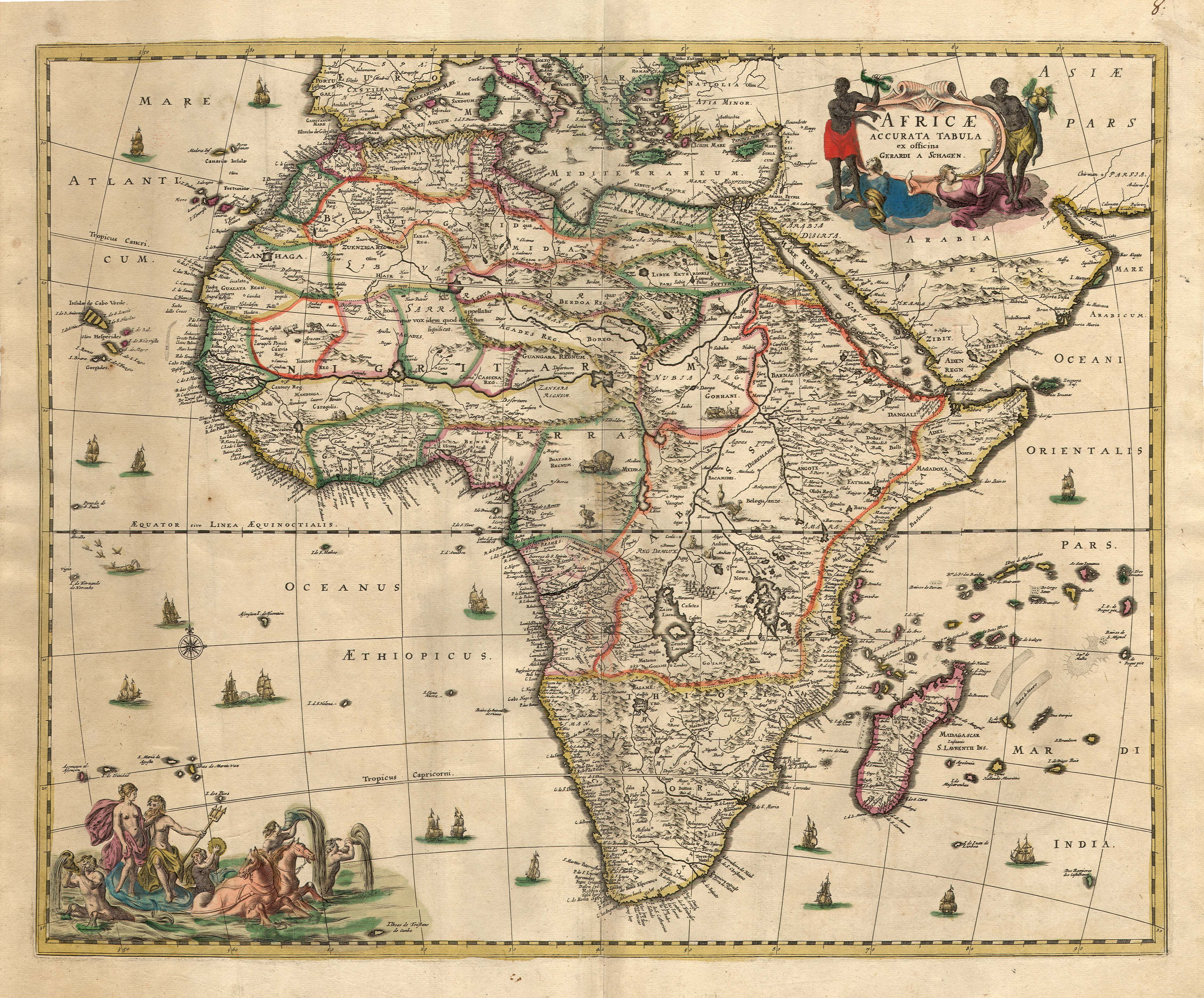

نقشه ۱۶۸۹ آفریقا نقشه‌ای است از قاره آفریقا که در سال ۱۶۸۹ به وسیله خرارد فان اسخاخن ترسیم شد.

## ویژگی‌ها
- نقاشی برخی از حیوانات بومی هر سرزمین
- طراحی کشتی‌های بادبانی در دریاها و اقیانوس‌ها
- وجود خط استوا
- هلندی بودن زبان نقشه
- منطقه‌ای که که امروزه الجزایر، مغرب و مراکش است با نام بربریا (Barbaria) ذکر شده است.
- دریاچه‌ها و رودها در نقشه درج شده‌اند.
- مستعمرات آن زمان با مرزهای رنگی مشخص شده است.
- در بالای سمت راست نقشه، در جایی که نام آفریقا تیتر شده است، دو مرد سیاه پوست و دو مرد سفید پوست نقاشی شده‌اند. یکی از سیاه پوست‌ها سبدی از میوه و دیگری یک کژدم در دست دارد. یکی از سفید پوستان در حال نواختن یک ساز بادی و دیگری که بال دارد، یکی از سیاه پوستان را نگه داشته است.
- در پایین نقشه سمت چپ، دو اسب در حال دویدن و تعدادی در حال نواختن ساز هستند. یک مرد ریش دار هم در حالی که نیزه‌ای سه شاخه در دست دارد به زنی که کنار خود قرار دارد، می‌نگرد.
- بسیاری از جزیره‌های شرق و غرب قاره آفریقا در نقشه ذکر شده‌اند.